# Stade du centre sportif de Wuhan
Le stade du centre sportif de Wuhan (en chinois : 武汉体育中心体育场) est un stade de football situé à Wuhan dans la province d'Hubei en Chine. Il se trouve à 30 km de l'aéroport international de Tianhe.

## Histoire
Construit en 2002, il compte 52 672 places. Il est retenu comme stade d'accueil à l'occasion de la Coupe du monde féminine de football 2007 où six matchs y sont disputés dont deux quarts-de-finale. S'y dérouleront les Championnats d'Asie d'athlétisme 2015.